# Decatur (Arkansas)
Decatur é uma cidade localizada no estado americano de Arkansas, no Condado de Benton.

## Demografia
Segundo o censo americano de 2000, a sua população era de 1314 habitantes.
Em 2006, foi estimada uma população de 1619, um aumento de 305 (23.2%).

## Geografia
De acordo com o United States Census Bureau, a localidade tem uma área de 5,9 km², sem área coberta por água.

## Localidades na vizinhança
O diagrama seguinte representa as localidades num raio de 24 km ao redor de Decatur.